# Smile (シドの曲)
「smile」（スマイル）は、シドの5作目のシングル。2007年4月4日にデンジャークルー・レコードから発売された。

## 概要
- 昨年発売された2ndシングル「ホソイコエ」以来トップ10入りを逃した作品。だが、この作品以降トップ10入りをしている。
- 『初回限定版A・B』に『SID TOUR 06 ⇒ 07"play"』のライブ映像が収録されたDVDがついているが、収録内容はそれぞれ異なる。

## 収録内容
| 全作詞: マオ、全編曲: シド & Sakura。 |              |           |          |      |
| #                                     | タイトル     | 作詞      | 作曲     | 時間 |
| 1.                                    | 「smile」    | マオ      | しんぢ   | 3:05 |
| 2.                                    | 「ハナビラ」 | マオ      | 御恩明希 | 5:12 |
| 合計時間:                             | 合計時間:    | 合計時間: | 8:17     |      |

## 楽曲解説
1. smile
  - テレビ朝日系 『すくいず!』エンディングテーマ。

シドの楽曲においては、曲調が「がっつりスカ」の楽曲はこの曲が唯一。あまり登場しないホーンサウンドを前面に押し出した楽曲。
マオはこの曲の歌詞を「クサい歌詞」と語っており、本人曰く武道館でのライブがあったからこそ書けた歌詞。普段ならこんなクサい歌詞は書けないといっている。
2. ハナビラ
インディーズ時代に発表した曲の中で、メジャーデビュー後にフォーカスされた曲はこの曲のみである。（ツアー「サクラサク」でフォーカスされた）

## 収録アルバム
1. smile
  - 4thスタジオ・アルバム『センチメンタルマキアート』
  - 2ndベスト・アルバム『SID ALL SINGLES BEST』
2. ハナビラ
  - 1stカップリング・ベスト『Side B complete collection〜e.B〜』